# Amarinder Singh

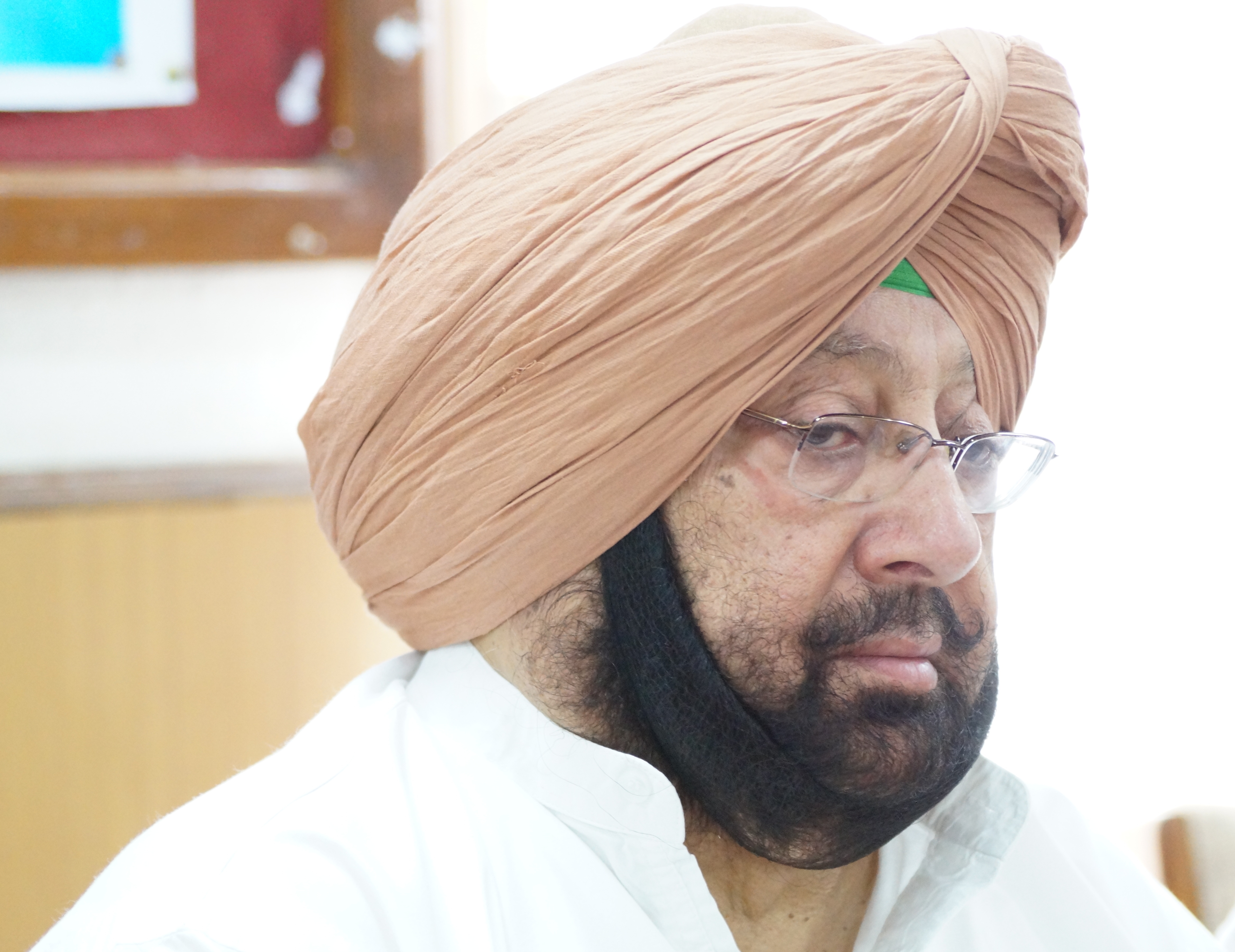
Amarinder Singh (2016)

Amarinder Singh (Panjabi ਅਮਰਿੰਦਰ ਸਿੰਘ, Hindi अमरिन्दर सिंह); * 11. März 1942 in Patiala (damals Britisch-Indien, heute Punjab, Indien) ist ein indischer Politiker (ehemals Kongresspartei). Er war vom 16. März 2017 bis 19. September 2021 Chief Minister des indischen Bundesstaats Punjab.

## Biografie
Amarinder Singh entstammt der ehemals regierenden indischen Sikh-Fürstenfamilie der Maharajas von Patiala. Sein Vater Yadavindra Singh war von 1938 bis zum Anschluss seines Fürstentums an Indien 1948 der letzte regierende Maharaja von Patiala und bis 1956, als mit dem States Reorganisation Act die ehemals regierenden Fürsten ihre formellen Funktionen verloren, der Rajpramukh des Bundesstaats Patiala and East Punjab States Union (P.E.P.S.U.). Seit dem Tod seines Vaters im Jahr 1974 ist Amarinder Singh Oberhaupt der fürstlichen Familie.

### Politische und berufliche Laufbahn
Amarinder Singh besuchte die prestigeträchtige Doon School in Dehradun, wo er unter anderem auch Rajiv Gandhi kennenlernte, mit dem er befreundet blieb. Singh verfolgte zunächst eine Armeekarriere und stieg bis in den Rang eines Captain auf, entschloss sich 1968 aber – wohl unter dem Einfluss seiner politisch aktiven Eltern – in die Politik zu gehen. Nach mehreren erfolglosen Versuchen gewann er bei der Parlamentswahl 1980 für die Kongresspartei den Lok-Sabha-Wahlkreis 8-Patiala. Nachdem die indische Armee auf Geheiß von Premierministerin Indira Gandhi 1984 den Goldenen Tempel in Amritsar, in dem sich Sikh-Extremisten verschanzt hatten, erstürmt und dabei erheblich beschädigt hatte, verließ Amarindar Singh aus Protest die Kongresspartei. Er schloss sich der Sikh-Partei Shiromani Akali Dal an und wurde 1985 im Wahlkreis 109-Talwandi Sabo ins Parlament des Punjab gewählt. In der neu gebildeten Regierung erhielt er den Posten eines Ministers für Landwirtschaft, trat jedoch schon im Folgejahr davon zurück, nachdem es zur Spaltung der Akali Dal gekommen war. Amarinder Singh verließ später die Shiromai Akali Dal und versuchte sich erfolglos in der Gründung einer eigenen politischen Partei. Zweimalig (1992 und 1998) kandidierte er erfolglos im Wahlkreis 8-Patiala für die Lok Sabha. Nachdem 1998 Sonia Gandhi die Führung der Kongresspartei übernommen und einen Appell an alle Dissidenten ausgesprochen hatte, wieder in zum Kongress zurückzukehren, folgte Amarinder Singh diesem Ruf und schloss sich 1998 wieder der Kongresspartei an.
Bei den Parlamentswahlen im Punjab 2002 und 2007 wurde er im Wahlkreis 76-Patiala Town und bei den Wahlen 2012 und 2017 im Wahlkreis 115-Patiala ins Parlament des Bundesstaates gewählt. Bei der gesamtindischen Parlamentswahl 2014 war er außerdem im Wahlkreis 2-Amritsar erfolgreich. Von 2002 bis 2007 war er Chief Minister von Punjab an der Spitze einer Kongresspartei-geführten Regierung. Die Parlamentswahl im Punjab am 4. Februar 2017 wurde deutlich von der Kongresspartei gewonnen. Am 16. März 2017 wurde er als neuer Chief Minister des Punjab vereidigt.
Im Jahr 2021 kam es zu einer innerparteilichen Krise der Kongresspartei im Punjab. Kritisiert wurde der „bürokratische“ Regierungsstil Amarinder Singhs, der zu wenig Kontakt zu den Abgeordneten seiner Partei im Parlament halte. Der Chief Minister verlor auch die Unterstützung der Kongressparteiführung in Delhi und erklärte schließlich am 19. September 2021 seinen Rücktritt. Sein Nachfolger im Amt des Chief Ministers wurde am Folgetag Charanjit Singh Channi.
Am 2. November 2021 erklärte Amarinder Singh öffentlich seinen Austritt aus der Kongresspartei und die Gründung einer neuen Partei, Punjab Lok Congress. Im Dezember 2021 ging die neue Partei mit Amarinder Singh an der Spitze ein Wahlbündnis mit der Bharatiya Janata Party (BJP) und der Shiromani Akali Dal (Sanyukt) bei der für Februar 2022 angesetzten Parlamentswahl im Punjab ein. Bei dieser Wahl konnte Singhs Partei jedoch kein Mandat gewinnen.

### Privates
Amarinder Singh ist mit Preneet Kaur verheiratet, die selber eine aktive politische Karriere in der Kongresspartei verfolgt. Seine Frau war von 1999 bis 2014 Lok Sabha-Abgeordnete im Wahlkreis Patiala und Staatsministerin im zweiten Kabinett von Premierminister Manmohan Singh. Die Eheleute haben einen Sohn und eine Tochter. Als Freizeitbeschäftigungen Amarinder Singhs werden diverse Sportarten angegeben (Polo, Reiten, Cricket, Squash und Badminton).